# Třídění pacientů

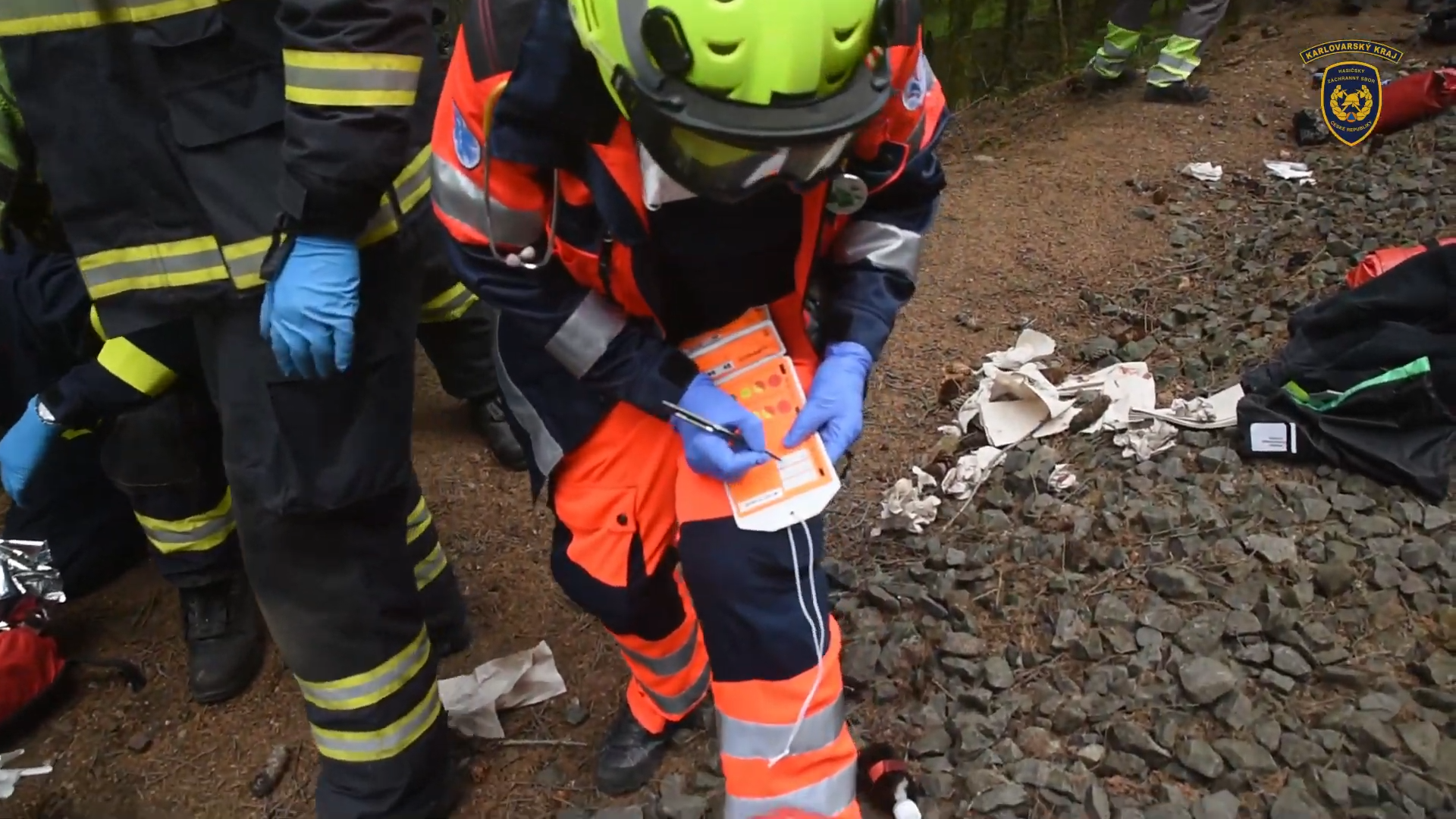
Záchranář vyplňující třídicí kartu při železniční nehodě u Perninku.

Třídění pacientů nebo triáž (z francouzského výrazu triage téhož významu, to z trier – třídit, seřadit, vybrat) je proces určování priority ošetření pacientů na základě závažnosti jejich stavu. Používá se, pokud zdroje nestačí na okamžité ošetření všech; ovlivňuje pořadí a prioritu nouzového ošetření, odsunu nebo místa určení pacienta.

## Historie
Termín triage pochází z francouzského slovesa trier, což znamená oddělit, třídit, posunout nebo vybrat.

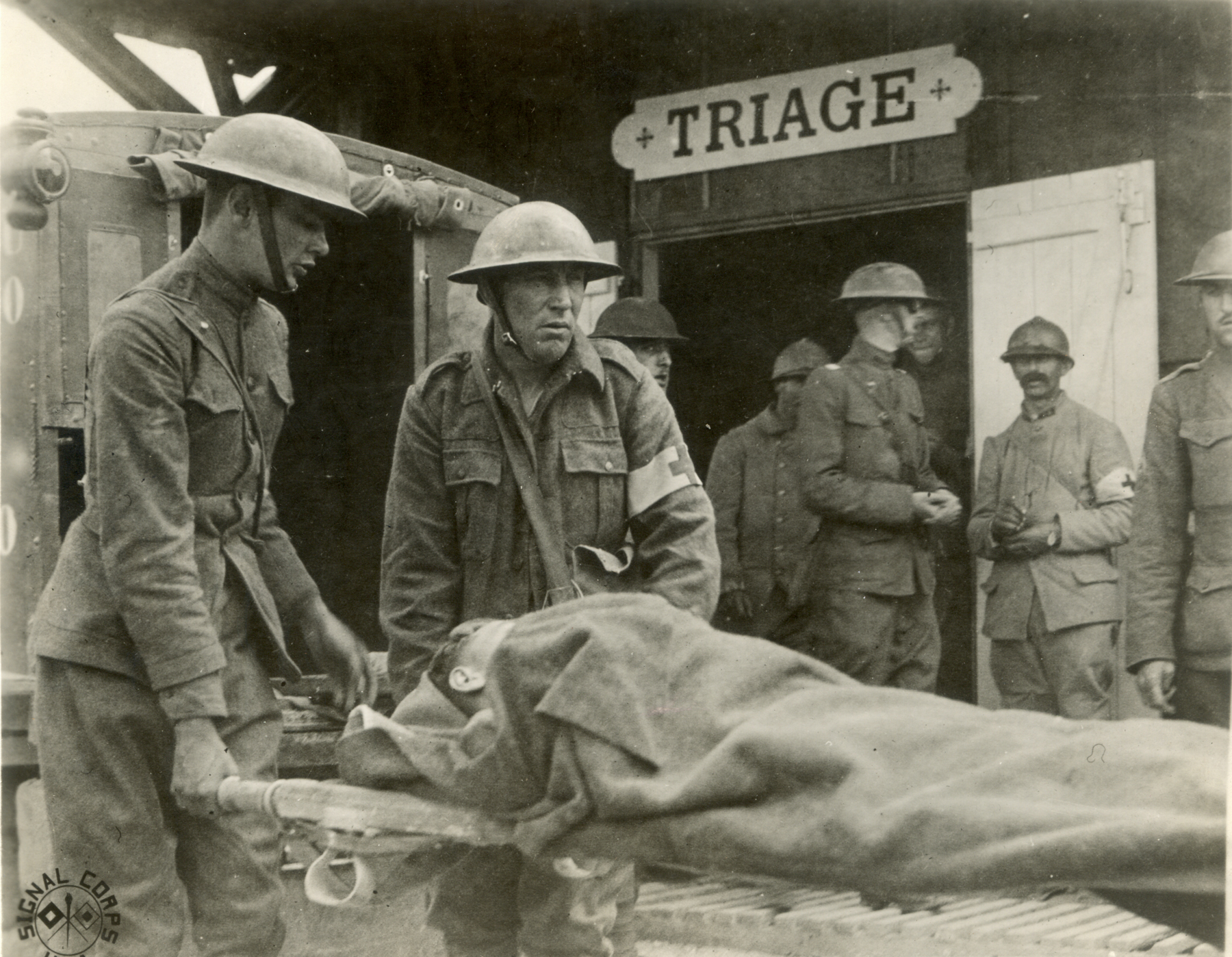
Třídění raněných, Suippes, Francie, první světová válka

Moderní lékařské třídění vynalezl chirurg Dominique Jean Larrey během napoleonských válek, který „léčil raněné podle pozorované závažnosti jejich zranění a naléhavosti lékařské péče, bez ohledu na jejich hodnost nebo národnost“, ačkoli obecný koncept stanovení priority podle prognózy je uveden v egyptském dokumentu ze 17. století př. n. l. Během první světové války bylo třídění dále využíváno francouzskými lékaři, kteří ošetřovali zraněné na bitevní frontě ve „stanicích první pomoci“ za frontou. Ti, kdo byli zodpovědní za odsun raněných z bojiště nebo za jejich péči, rozdělovali oběti do tří kategorií:
- Ti, kteří budou pravděpodobně žít, bez ohledu na to, jaká péče jim bude věnována;
- Ti, kteří pravděpodobně nebudou žít, bez ohledu na to, jakou péči jim věnují;
- Ti, kterým může okamžitá péče přinést pozitivní výsledek.

Pro mnoho systémů zdravotnické záchranné služby může být někdy použit podobný model. V nejranějších stádiích incidentu, jako například v případě, kdy je přítomen jeden, nebo dva záchranáři pro dvacet, nebo více pacientů, vyžaduje praktičnost použití výše uvedeného, „primitivnějšího“ modelu. Jakmile je více dostupných prostředků, záchranáři obvykle použijí model obsažený v jejich předpisech.
Jak lékařské technologie pokročily, jsou využívány moderní přístupy k třídění, které jsou stále více založeny na vědeckých modelech. Kategorizace obětí je často výsledkem třídění podle konkrétních nálezů fyziologického hodnocení. Některé modely, jako například model START, mohou být založeny na algoritmu. S tím, jak se koncepce třídění stávají sofistikovanějšími, vyvíjí se třídění také do softwarových a hardwarových produktů pro zlepšení rozhodování, které používají pečovatelé v nemocnicích i v terénu.

## Typy

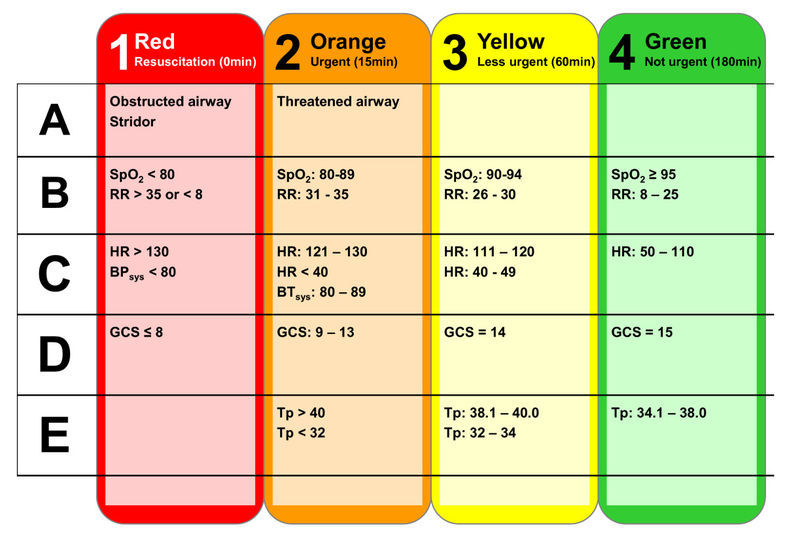
Vitální funkce definující barevně označené třídění. RR: rychlost dýchání; SpO2: saturace periferního kyslíku (pulzní oxymetrie); HR: srdeční frekvence; GCS: Glasgow Coma Score; Tp: teplota. Abnormální vitální funkce jsou silnými prediktory pro přijetí jednotky intenzivní péče a nemocniční úmrtnost u dospělých, kteří jsou tříděni na pohotovostním oddělení.

Tato sekce se zabývá typy třídění. Konkrétní systémy jsou uvedeny v sekci používané systémy.

### Jednoduché třídění
Jednoduché třídění se obvykle používá v případě hromadného neštěstí, aby se pacienti rozdělili na ty, kteří potřebují urgentní pomoc a okamžitý transport do nemocnice, a na osoby s méně závažnými zraněními. Tento krok lze zahájit, než bude k dispozici transport.
Po dokončení počátečního třídění lékaři, zdravotními sestrami nebo zdravotnickým personálem může být každý pacient označen štítkem, který může pacienta identifikovat. Ve své nejprimitivnější podobě mohou být pacienti jednoduše označeni páskou nebo fixy. Pro tento účel se využívají předtištěné třídicí karty.

### Třídicí karty

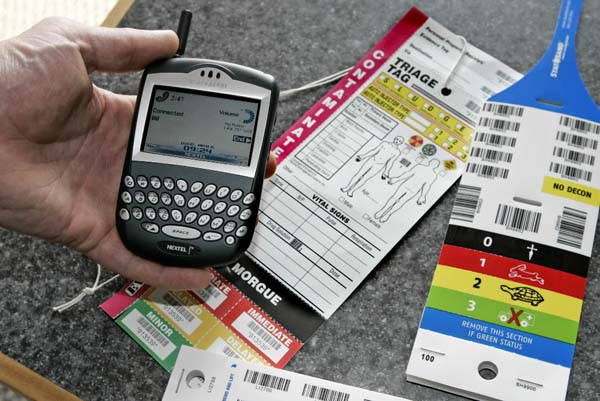
Moderní třídicí štítky

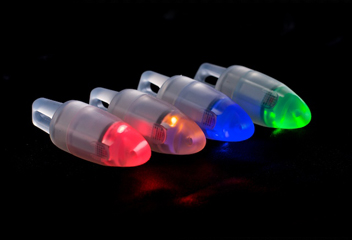
Barevné osvětlení stanovišť je užitečné v noci nebo za nepříznivých podmínek

Třídicí karta je prefabrikovaná etiketa umístěná na každém pacientovi, která slouží k dosažení několika cílů:
- identifikovat pacienta,
- zaznamenat výsledky testů,
- identifikovat prioritu pacientovy potřeby lékařského ošetření a transportu z nouzové scény,
- identifikovat další nebezpečí, jako je kontaminace.

Karty mohou mít různé formy. Některé země používají standardizované typy, zatímco v jiných zemích se používají komerčně dostupné třídicí štítky. Vyspělejší systémy značkování obsahují speciální markery, které ukazují, zda byli pacienti kontaminováni nebezpečnými materiály, a také odtrhávají proužky pro sledování pohybu pacientů během procesu. Některé z těchto sledovacích systémů začaly používat ruční počítače a v některých případech snímače čárových kódů.

#### Třídicí karty v Česku
V České republice jsou v současné době používány čtyři druhy třídicích karet.
První druh karty pro HN je vydáván ZZS Brno a je současně podporován Společností urgentní medicíny a medicíny katastrof ČLS JEP. Jedná se o plastovou kartu potištěnou signální oranžovou barvou s plastovou kapsou pro uložení drobných osobních věcí či dokumentace. Karta je vyrobena z materiálu, který je lehko popisovatelný. V dolní části jsou dva útržky pro identifikaci pacienta při jeho transportu.
Druhý typ karet je opět plastová kapsa, v níž je uložen karton pro vyplnění, přičemž jeho horní polovina, kde jsou základní informace o pacientovi, je propisovací a opatřena několika listy pro odtržení. Pod touto větší kapsou je jedna malá, ve které je barevný arch, určený pro přeložení na aktuální barvu priority.
Třetím druhem je karta HN používaná ZZS hl. m. Prahy, která je papírová a ve srovnání s ostatními nejmenší. Na straně karty je připravený barevný proužek k odtržení a zasunutí do připraveného okénka. V zadní části karty jsou připraveny malé samolepky s kódem identickým na kartě.
Čtvrtý druh třídicích karet je také z papíru. Má horní rohy opatřené čísly identickými s číslem karty pravené k odtrhnutí. Ve spodní části jsou barevné proužky dle barev priorit připravené k odtržení a také opatřeny číslem karty.

### Reverzní třídění
Obvykle se třídění týká upřednostňování přijetí. Podobný proces může být aplikován na propouštění pacientů, když je zdravotní systém přetížen. Tento proces se nazývá „reverzní třídění“. Když do nemocnice dorazí velká vlna pacientů, například bezprostředně po přírodní katastrofě, bude již mnoho nemocničních lůžek obsazeno běžnými nekritickými pacienty. Ti, kteří již nepotřebují pomoc, jsou urychleně propuštěni.

## Používané systémy

### START model

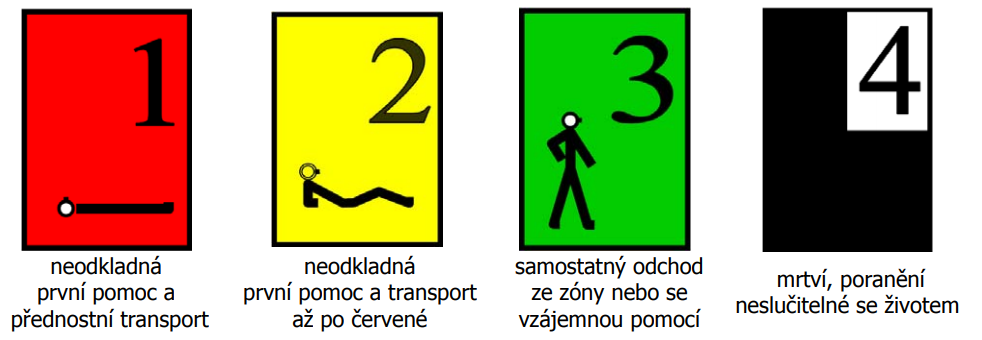
Barvy používané při třídění raněných metodou START

S.T.A.R.T. (anglicky Simple Triage and Rapid Treatment) je jednoduchý systém třídění, který může v případě nouze provádět snadno vyškolený laický a pohotovostní personál. Byl vyvinut v nemocnici Hoag v Newport Beach v Kalifornii.
Třídění rozděluje zraněné do čtyř skupin:
1. červená (neodkladná první pomoc a přednostní transport)
2. žlutá (neodkladná první pomoc a transport až po č. 1)
3. zelená (samostatný odchod ze zóny nebo se vzájemnou pomocí)
4. černá (mrtví, poranění neslučitelné se životem)

#### Postup používaný v Česku dle bojového řádu HZS

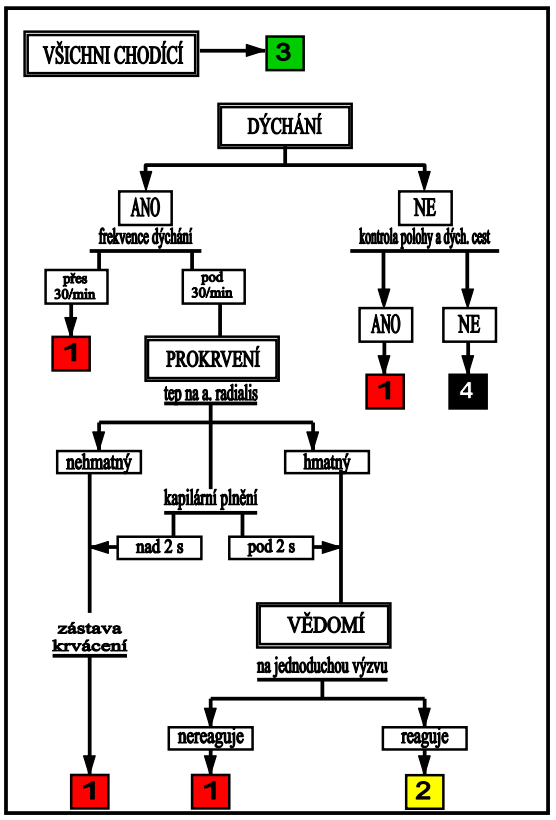
Schéma metody START

1. Jako první se      zelenou barvou označí s nejnižší prioritou:
  1. osoby zasažené mimořádnou událostí se hlasitě osloví: „Všichni, kdo mě slyší a mohou chodit, přijďte ke mně!“,
  2. označí se zeleným páskem a odvedou se členem transportní skupiny mimo nebezpečnou zónu k ošetření na stanoviště přednemocniční neodkladné péče, kde si je převezme zdravotnický pracovník,
  3. „zelení“ mají snahu vracet se zpět nebo nechtějí opustit místo zásahu (mají tam třeba cenné věci, přátele, příbuzné). V mezních případech mohou (na vlastní žádost) poskytovat pod dohledem první pomoc raněným, pokud souhlas vydá velitel zásahu po dohodě s vedoucím lékařem.
2. Následně se      černě označí zemřelí a ponechají na místě nálezu.
3. Třetí v pořadí jsou označeni      červenou barvou pacienti, kteří vyžadují neodkladnou péči:
  1. zhodnotí se stav dýchání, prokrvení a vědomí (viz schéma),
  2. zranění jsou v kritickém stavu, mohou přežít jenom tehdy, je-li jim rychle poskytnuta první pomoc; provedení život zachraňujících úkonů v nejkratším možném čase (zastavení masivního krvácení, zprůchodnění dýchacích cest záklonem hlavy), potom jsou určeni k přednostnímu transportu.
4. Jako poslední jsou       žlutou barvou označeni pacienti, co vyžadují neodkladnou péči, ale až po „červených“:
  1. zhodnotí se úroveň dechu, úroveň prokrvení a vědomí (viz schéma),
  2. zranění nejsou v kritickém stavu (dechově i oběhově stabilní) a jejich zdravotní stav nevyžaduje okamžitý transport, přežití raněných je velmi reálné, bude-li jim poskytnuta zdravotní péče do 1 hodiny od vzniku poranění.